# Балто, Сэмюэль
Сэмюэль Йоханнесен Балто (норв. Samuel Johannesen Balto; 5 мая 1861, Карасйок, Шведско-норвежское королевство — 1921, Карасйок, Норвегия) — норвежско-саамский путешественник, исследователь и каюр.

## Биография
Сэмюэль Балто родился 5 мая 1861 года в городе Карасйок губернии Финнмарк, Норвегия. Работал лесорубом и оленеводом, занимался рыболовством. В 1888 году, в возрасте 27 лет, Сэмюэль был нанят Нансеном Фритьофом для экспедиции в Гренландию. Вместе с Сэмюэлем и Нансеном в экспедиции приняло участие ещё 4 человека, в том числе Отто Свердруп. 30 мая 1889 года, спустя год, экспедиция была завершена. 3 июля того же года Сэмюэль Балто вернулся в Карасйок.
С началом золотой лихорадки, в 1898 году Сэмюэль перебрался на Аляску, где заключил контракт на два года в качестве оленевода. В 1900 году он по поручению пресвитерианского священника Шелдона Джексона возглавил группу из 113 саамов для развития оленеводства на Аляске и перевозки почты и товаров из Нома, где Сэмюэль стал одним из золотодобытчиков.
Когда золотая лихорадка закончилась, а занятие оленеводством было только у инуитов, Сэмюэль Балто выставил на продажу район Балто-Крик за 1000 долларов, трижды разослав сообщения об этом по всей Аляске, однако район так и не был продан.
В 1921 году Сэмюэль Балто скончался. Место его смерти точно неизвестно. Он мог умереть или у себя на родине, или на Аляске.

## Галерея

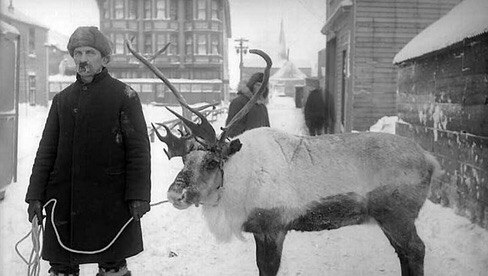
Сэмюэль Балто на Аляске с оленем
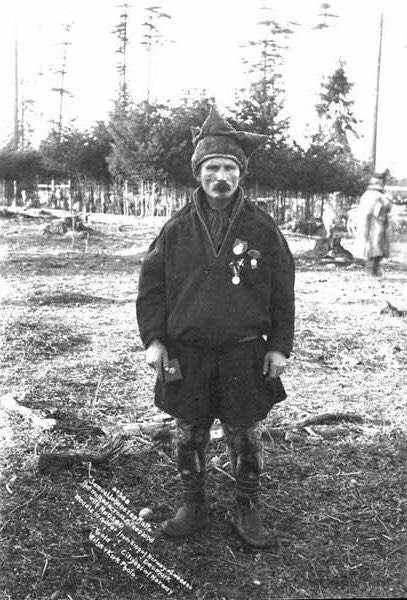
Балто с медалями
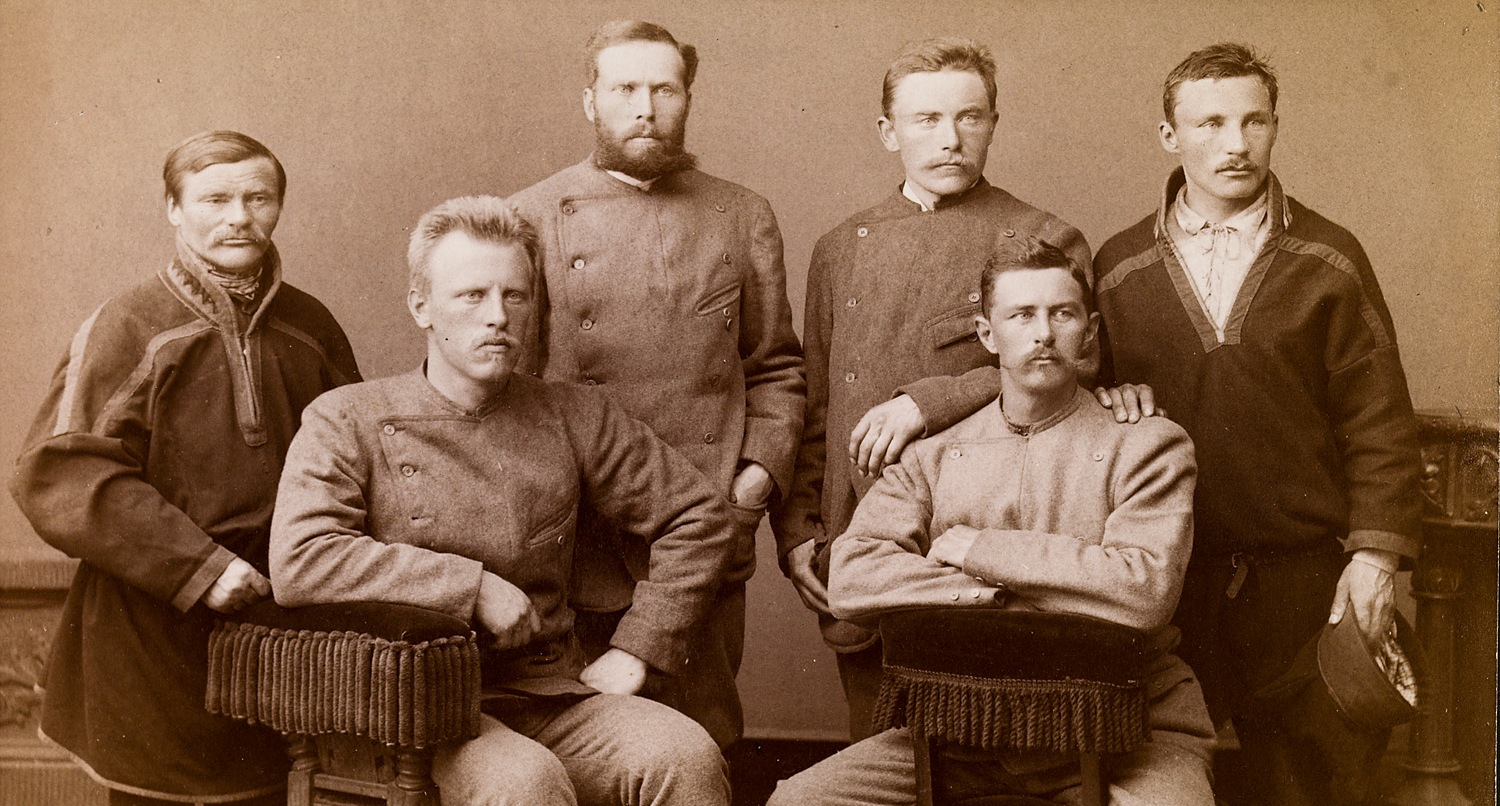
Балто (крайний справа) со всеми участниками экспедиции
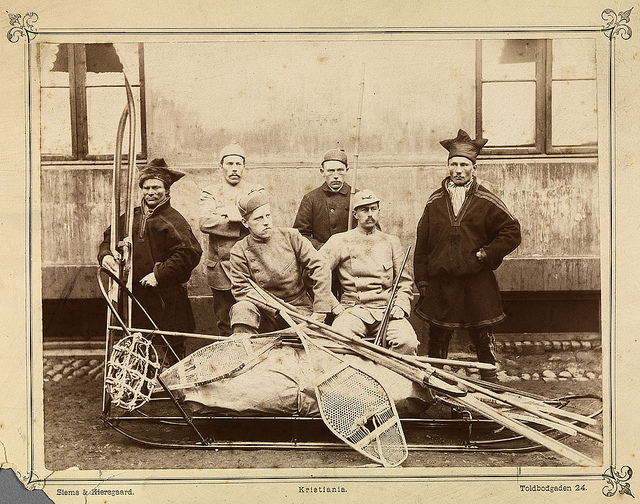
Балто (крайний справа) во время экспедиции
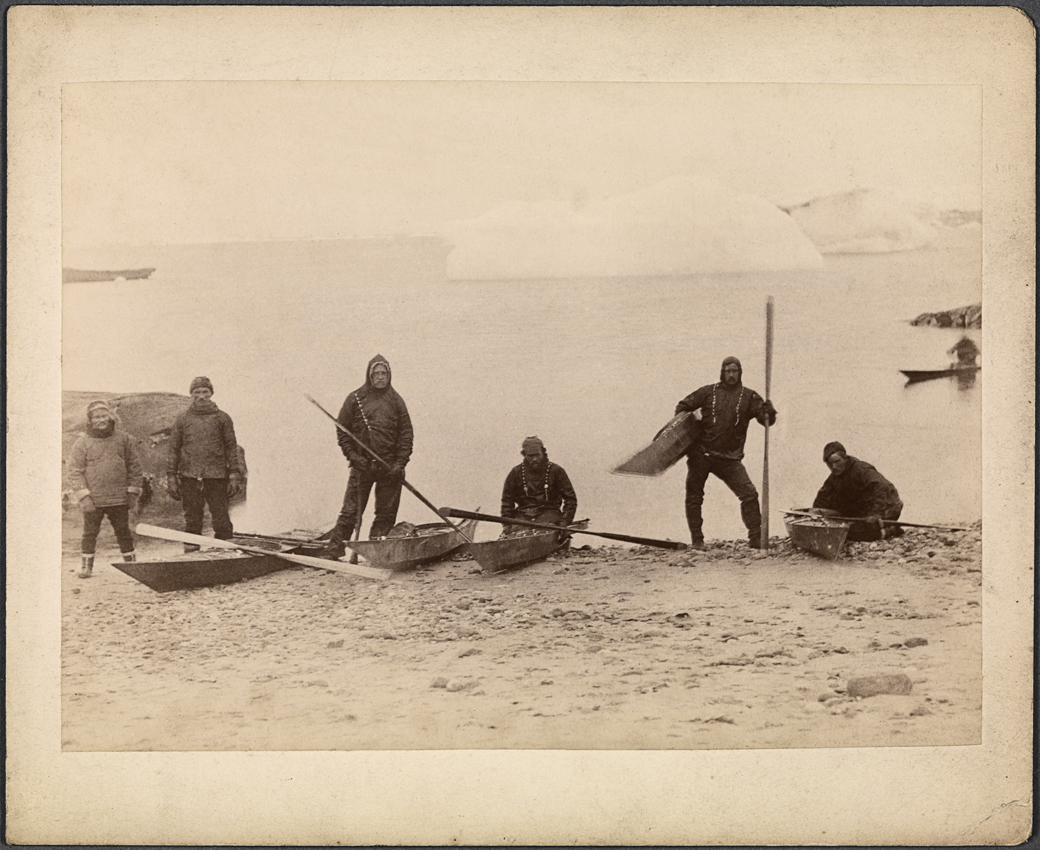
Балто (второй слева) на берегу Гренландии
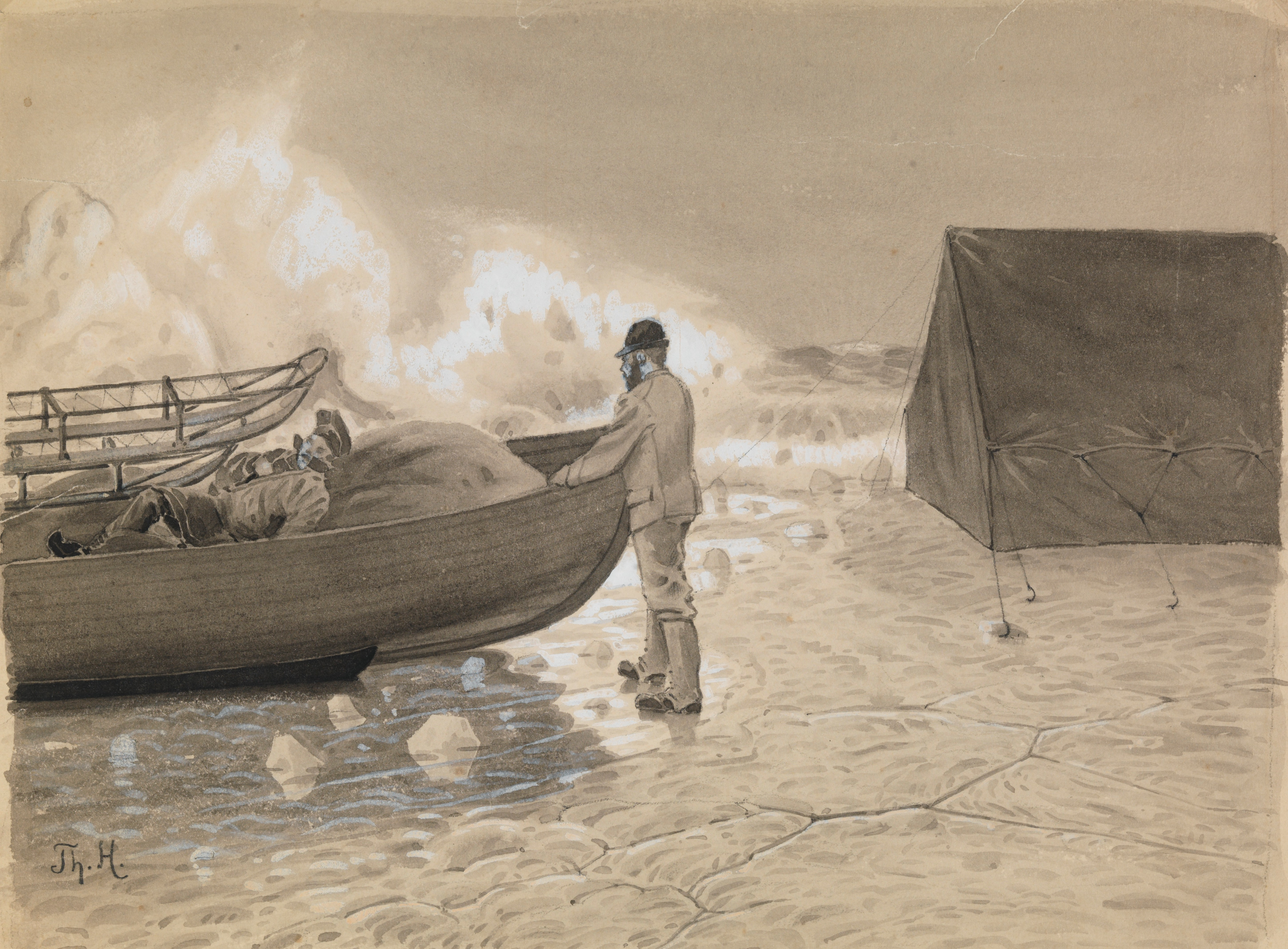
Балто (в лодке) во время экспедиции
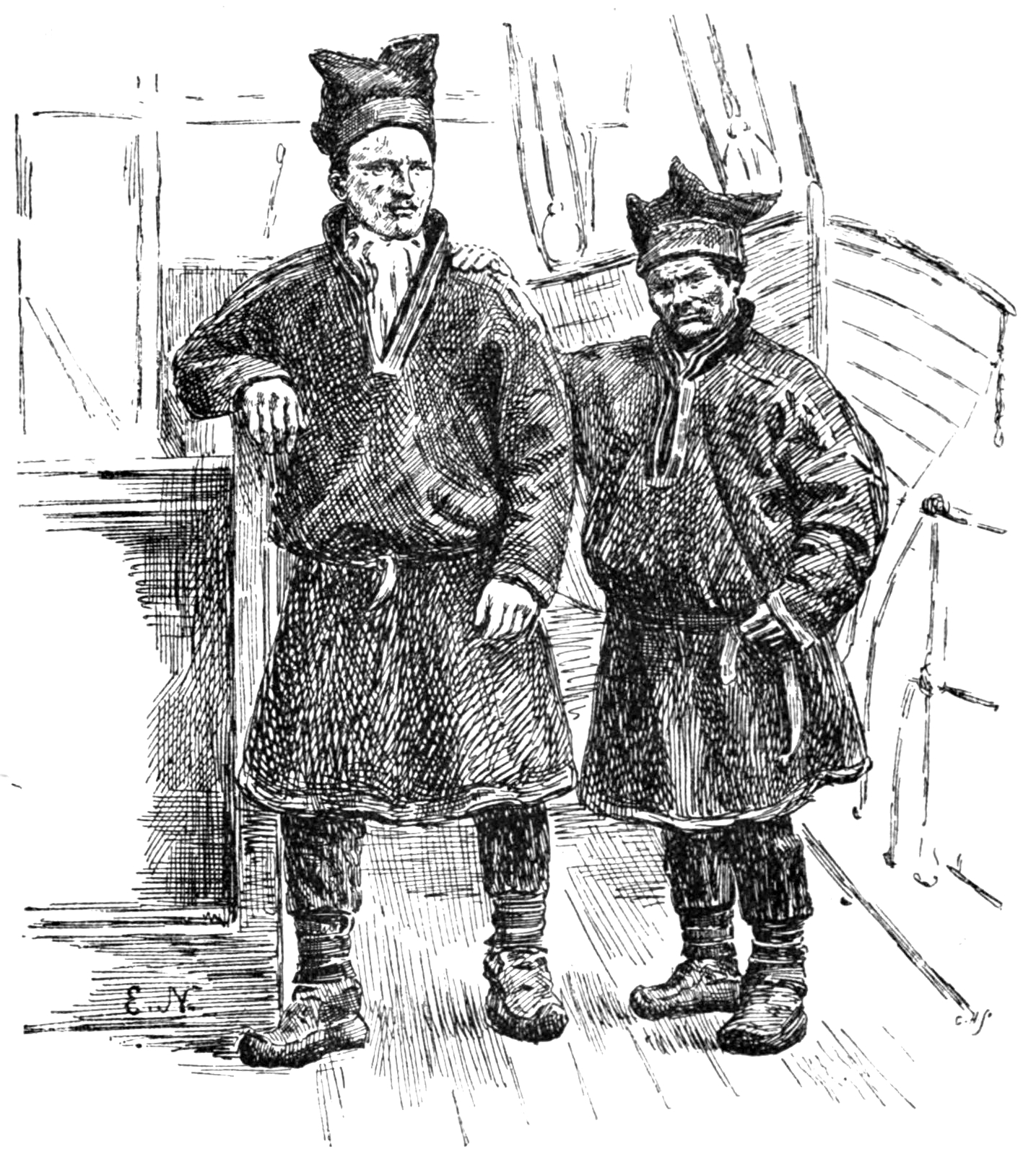
Балто с Оле Равной
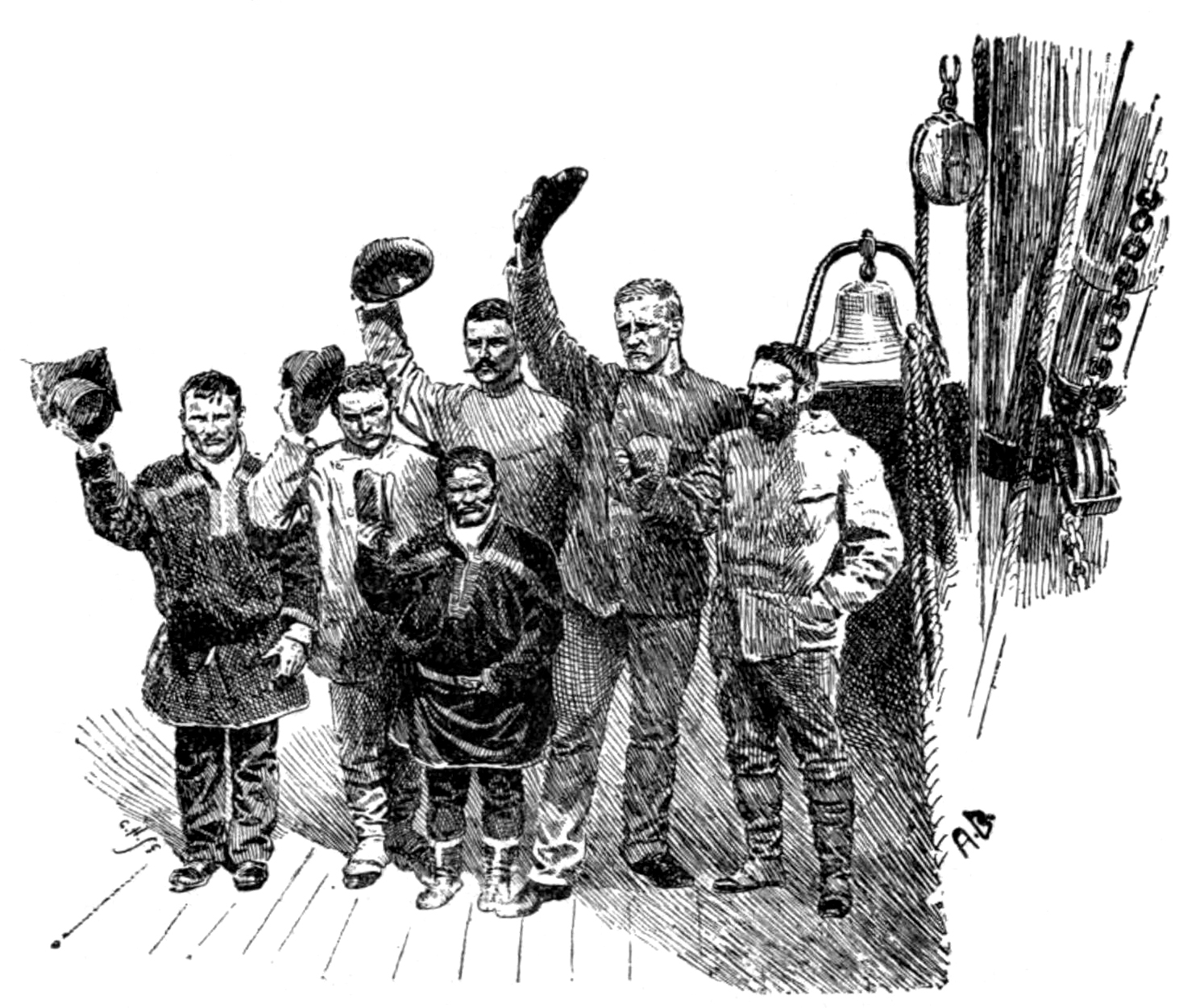
Балто (крайний слева) во время возвращения из экспедиции